# Finale della Coppa CERS 1981-1982
La finale della 2ª edizione della Coppa CERS fu disputata in gara d'andata e ritorno tra gli spagnoli del Liceo La Coruña e gli italiani del Monza. Con il punteggio complessivo di 20 a 10 fu il Liceo La Coruña ad aggiudicarsi per la prima volta nella storia il trofeo.

## Le squadre
| Squadre         | Partecipazioni precedenti (il grassetto indica la vittoria) |
| --------------- | ----------------------------------------------------------- |
| Liceo La Coruña | Nessuna                                                     |
| Monza           | Nessuna                                                     |

## Il cammino verso la finale
Il Liceo La Coruña si qualificò alla finale con i seguenti risultati:
- Primo turno: eliminato il Marathon (pareggio per 4-4 all'andata e vittoria per 6-1 al ritorno);
- Quarti di finale: eliminato l'Ober-Ramstadt (vittoria per 9-4 all'andata e per 9-3 al ritorno);
- Semifinale: eliminato il Reus Deportiu (vittoria per 9-0 all'andata e per 5-2 al ritorno).

Il Monza si qualificò alla finale con i seguenti risultati:
- Primo turno: eliminato il Belenenses (vittoria per 7-1 all'andata e sconfitta per 3-9 al ritorno);
- Quarti di finale: eliminato il Thunerstern (vittoria per 11-3 all'andata e per 6-1 al ritorno);
- Semifinale: eliminato il Valongo (vittoria per 5-3 all'andata e per 6-3 al ritorno).

## Tabellini

### Andata
| La Coruña 24 luglio 1982 | Liceo La Coruña | 12 – 4 | Monza | Pazo dos Deportes de Riazor |

### Ritorno
| Monza 31 luglio 1982 | Monza | 6 – 8 | Liceo La Coruña | Pista di via Ardigò |